# Ново-Огарёво
Но́во-Огарёво — усадьба XIX века близ села Усово Одинцовского района Московской области, расположенная в 10 километрах от Московской кольцевой автомобильной дороги (МКАД) по Рублёво-Успенскому шоссе.
С 2000 года — государственная резиденция президента Российской Федерации. С 2008 года — резиденция Председателя правительства В. В. Путина. С 2012 года — резиденция Президента России. Доступ посторонних лиц на территорию закрыт, экскурсии не проводятся. Резиденция находится в лесу между Рублёво-Успенским шоссе и Москвой-рекой. Охраняется ФСО. Окружена забором высотой от трёх до шести метров из каменных блоков с видеокамерами по всему периметру. Точное расположение резиденции известно, однако Федеральная служба охраны России ограничивает для посетителей возможности геопозиционирования.

## История
Главный дом усадьбы был построен по приказу её владельца, великого князя Сергея Александровича в XIX веке. Княжеская усадьба была выстроена в стиле английской готики, главный замок её был похож на шотландский, а вокруг замка был разбит парк в лучших английских традициях.
Государственная резиденция в усадьбе возникла в первой половине 1950-х годов по заказу советского партийного руководителя Г. М. Маленкова, который перестроил усадьбу по проекту своей дочери-архитектора, но пожить в ней не успел. С 1955 года объект использовался в качестве гостевой резиденции для официальных зарубежных правительственных делегаций и как загородный дом приёмов ЦК КПСС.

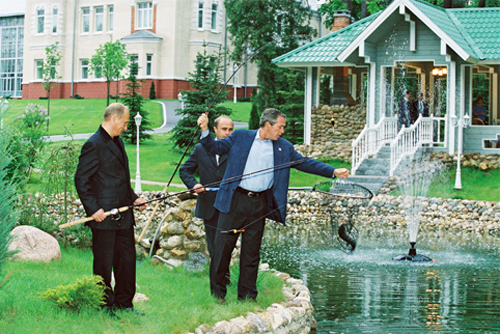
Владимир Путин с президентом США Джорджем Бушем во время рыбалки (2002)

В 1990—1991 годах в Ново-Огарёве работали рабочие группы экспертов и проводились встречи глав республик СССР по подготовке нового Союзного договора, известные как «Новоогарёвский процесс», направленные на реформирование СССР на конфедеративной основе. Подписание нового договора было сорвано выступлением ГКЧП в августе 1991 года. В результате СССР как единое государство в рамках старого Союзного договора 1922 года просуществовал ещё 4 месяца и был распущен по решению глав и Верховных Советов Российской Федерации, Украины и Белоруссии.
С конца 1991 года усадьба и сопредельная охраняемая огороженная территория используется как правительственная резиденция.
С 2000 года в резиденции постоянно проживает Владимир Путин и члены его семьи.
Согласно данным, которые приводит газета «Комсомольская правда» в статье «Судьба резиденций» в номере за 12 августа 2008 года, усадьба была существенно перестроена для В. Путина. В ней разместились конюшня, сделанная в немецком стиле, плавательный бассейн, спортзал, жилой корпус, дом для официальных приёмов, гостевой дом с кинозалом, храм, вертолётная площадка. На территории есть теплицы и птичник.
Уходя с президентской должности в 2008 году, Путин выбрал резиденцию «Ново-Огарёво» для пожизненного пользования в соответствии с законом «О гарантиях Президенту России, прекратившему исполнение своих полномочий, и членам его семьи».

## Режим

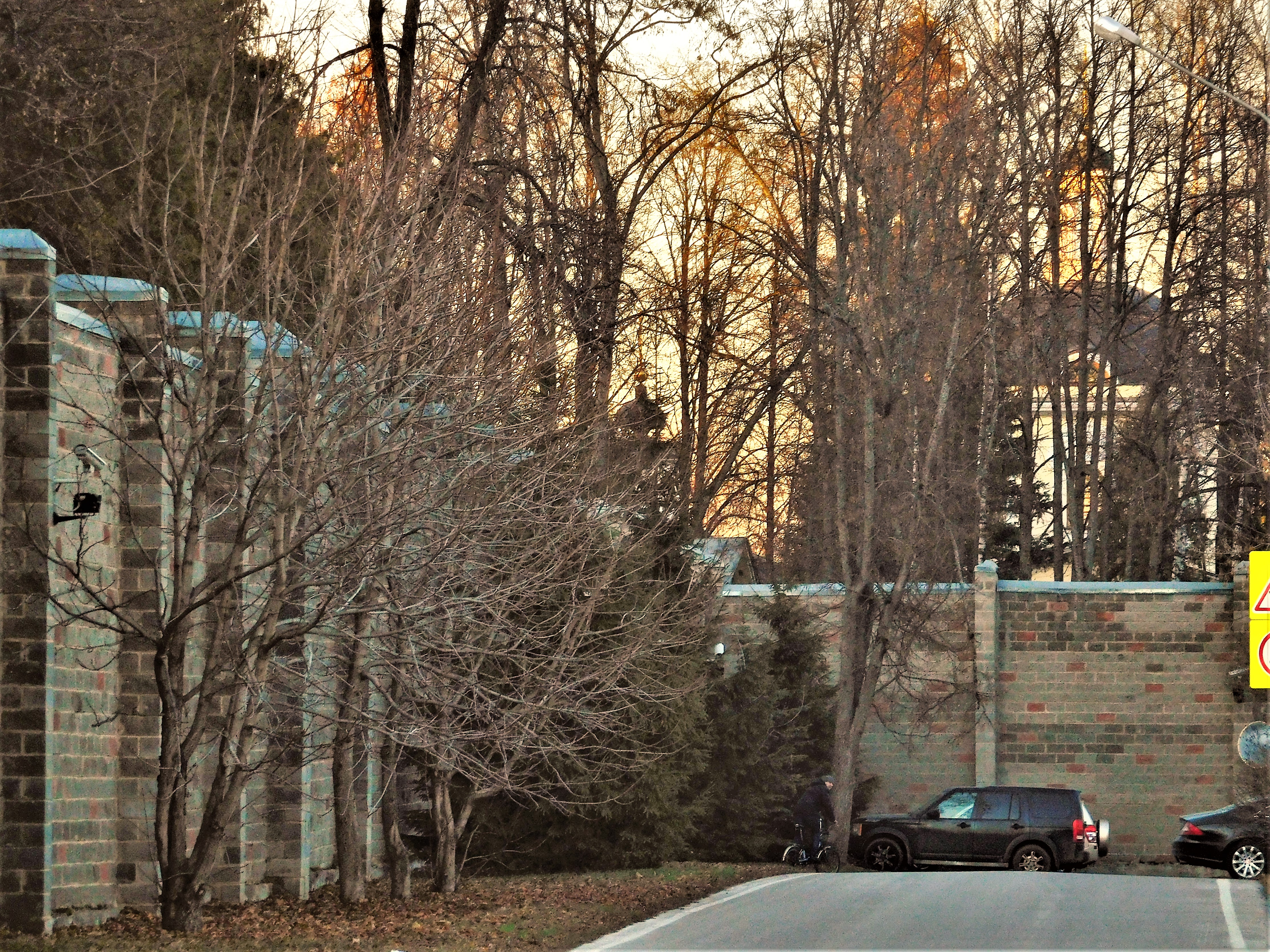
Шестиметровая каменная ограда и храм на территории резиденции

Экскурсии в госрезиденцию не проводятся. Для осмотра с внешней стороны доступен только шестиметровый забор резиденции.
В социальных сетях доступны фотографии с видами забора госрезиденции Ново-Огарёво, особняка, где проходят совещания, парка, берега Москвы-реки и даже накрытых для угощения гостей столов. Тем не менее, Федеральная служба охраны (ФСО), исходя из требований безопасности, принимает меры по ужесточению режима посещения объекта. Так, оперативники ФСО запрещают посетителям фотографировать парк на территории резиденции, фасад особняка, где проходят совещания с участием президента, въезд в резиденцию, вертолётную площадку, кортежи прибывающих гостей. Охрана президента намерена ввести запрет на пользование мобильными устройствами, чтобы исключить возможность фиксирования топографических точек на территории объекта.

## Факты

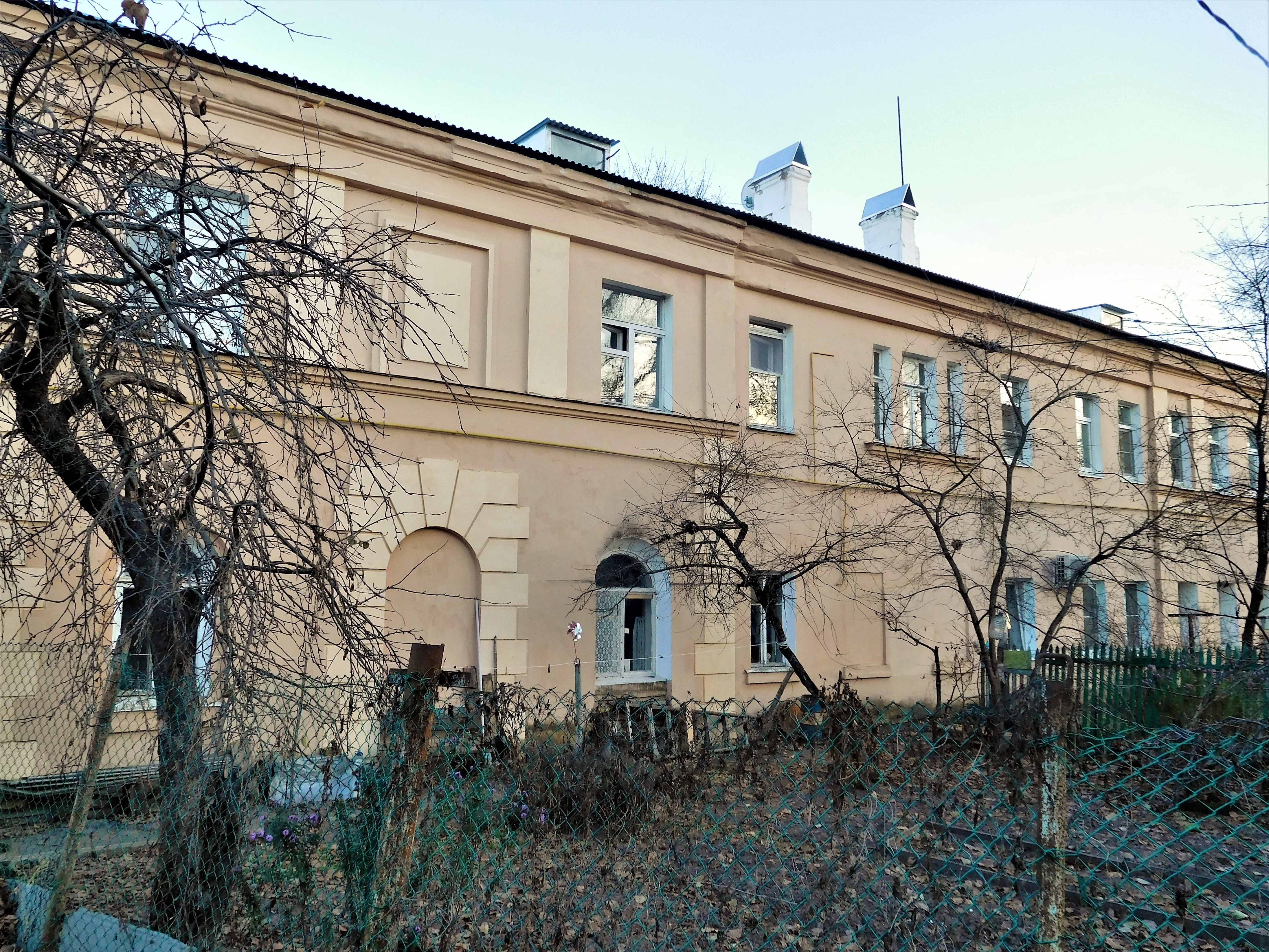
Бывшая конюшня Ново-Огарёва, ныне ближайший к резиденции жилой дом, ноябрь 2018 года

- В декабре 2013 года В. В. Путин посетовал, что в резиденции случается некачественное жилищно-коммунальное обслуживание, из труб периодически течёт ржавая вода[8].
- Осенью 2014 года по неясным причинам вокруг резиденции было вырублено в общей сложности около 170 гектаров зелёных насаждений, включая часть Подушкинского леса, заходящего на территорию резиденции[9].
- Радио Свобода в марте 2016 года отмечало, что соседями Путина непосредственно за трёхметровым забором госрезиденции являются около двадцати семей пожилых россиян, обитающих в двухэтажном здании бывшей конюшни имения, построенной в XIX веке. В аварийном доме-бараке ближайших соседей Путина вместо пола — деревянные доски, уложенные без фундамента прямо на землю, закопчённые потолки в крохотных сырых комнатах, отслаивающиеся от влажных стен штукатурка и обои. Обещанное властями расселение конюшни-барака затягивается с 1980-х годов, порождая удивительный контраст условий проживания[1][2].
- Ближайшая к резиденции станция железной дороги — Усово (10 минут прогулочным шагом)[1][2].